# Wernli (Unternehmen)
Die Guetzlifabrik Wernli ist ein Schweizer Biscuit-Hersteller mit Sitz in Malters, Kanton Luzern, der unter der Marke Wernli in etwa 20 Länder exportiert. Das Unternehmen befindet sich seit Mai 2008 vollständig im Besitz des 1877 gegründeten Gebäckherstellers HUG AG in Malters.

## Geschichte

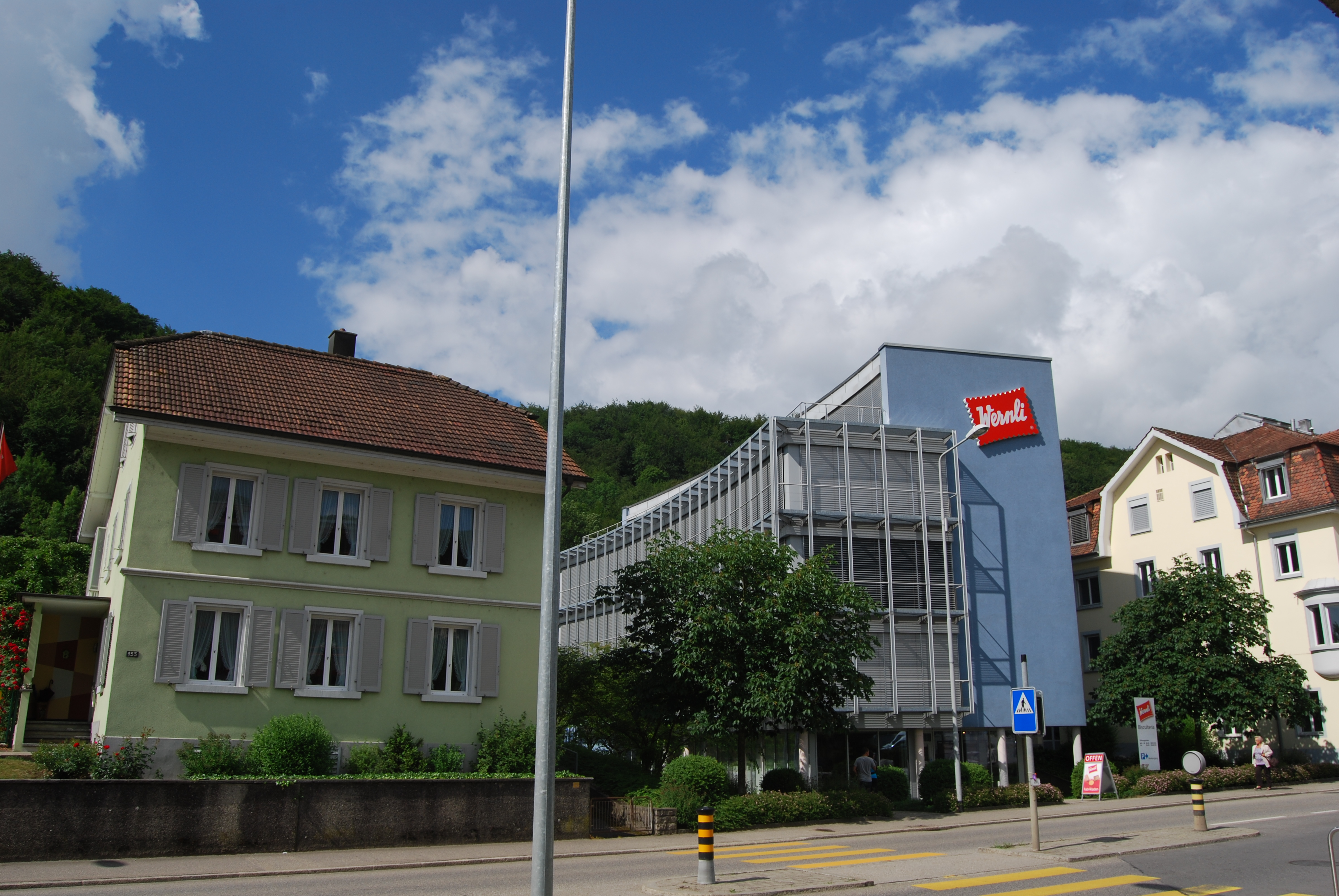
Wernli in Trimbach

Den Grundstein für das Unternehmen legte Friedrich Johann Wernli im Jahre 1905, als er mit seinen beiden Söhnen in Trimbach eine Zuckerbäckerei eröffnete. Aufgrund mangelnder Nachfrage musste der Betrieb jedoch wieder schliessen. Wenige Jahre später erfolgte die Neugründung der Konditorei durch den 17-jährigen Sohn, der seine Ersparnisse in das Unternehmen einbrachte. Im Jahre 1914 übernahmen die beiden Brüder Fritz und Paul Wernli die Führung des Betriebs und gründeten die «Biscuit-Fabrik Gebrüder Wernli».
Die Gebrüder Wernli bauten ihre Konditorei zur ersten teilautomatisierten Biscuit-Fabrik der Schweiz aus. Die gasbeheizten Kettenöfen waren in erster Linie für Trockenbiscuit wie Petit Beurre geeignet. Nur ein Jahr später wurde im Hause Wernli der weltweit erste gasbeheizte Waffelautomat installiert. Dies war die Geburtsstunde der Jura Waffel mit ihrem Kennzeichen aus dem Oltner Stadtwappen – den drei Tannen. In der Zeit als das Fernsehen noch in den Kinderschuhen steckte, war Wernli als erstes Unternehmen der Branche mit einem Fernseh-Spot dabei. Der Slogan «Me het de Wernli eifach gernli» gehört zu den Klassikern der Schweizer Werbung und trug dazu bei, dass Wernli 1982 zum Schweizer Marktführer im Segment Feinbackwaren avancierte. 1992 erfolgte die Inbetriebnahme einer neuen Fabrikanlage, die die modernste Biscuit-Fabrik Europas war. Kurz darauf übernahm Wernli das Unternehmen Oulevay aus Morges, deren Spitzenprodukte in das bestehende Sortiment integriert wurden. 2008 wurde Wernli vollständig durch den Luzerner Gebäckhersteller HUG AG übernommen. Der Produktionsstandort in Trimbach wurde aufgehoben. Die HUG AG beschäftigt knapp 400 Mitarbeitende und erwirtschaftete 2021 einen Umsatz von 113,5 Millionen Schweizer Franken.

## Produkte
Wernli ist spezialisiert auf Feinbackwaren, die oft einen hohen Schokoladen-Anteil haben. Die einzelnen Produkte werden dabei als Schweizer Qualitätsprodukte positioniert. In Anlehnung an die beliebte Zwischenverpflegung Brot mit einem Stück Schokolade kreierte Fritz Wernli im Jahre 1964 das heute beliebteste Biscuit der Schweiz: das Choco Petit Beurre.